# Alan Doss
Pour les articles homonymes, voir Doss.
Alan Doss, né le 7 janvier 1945 à Cardiff (Royaume-Uni), est le directeur de la fondation Kofi Annan à Genève. Il a effectué l'ensemble de sa carrière professionnelle au service des Nations unies, dans le secteur des activités humanitaires, du développement et du maintien de la paix. Il a été représentant spécial adjoint ou représentant spécial pour plusieurs opérations de maintien de la paix en Sierra Leone, en Côte d'Ivoire et au Liberia.
Alan Doss été entre 2007 et 2010 le représentant spécial du Secrétaire général des Nations unies en République démocratique du Congo, où il est à la tête de la plus grande mission de maintien de la paix des Nations unies, la MONUC, avec le rang de sous-secrétaire général.
Il est fait Compagnon de l'Ordre de Saint-Michel et Saint-Georges le 31 décembre 2010, pour services rendus aux Nations unies.